# Dicranomyia livornica
Dicranomyia livornica är en tvåvingeart som beskrevs av Paul Lackschewitz 1928. Dicranomyia livornica ingår i släktet Dicranomyia och familjen småharkrankar. Inga underarter finns listade i Catalogue of Life.